# Agrotis incognita
Agrotis incognita är en fjärilsart som beskrevs av Otto Staudinger 1888. Agrotis incognita ingår i släktet Agrotis och familjen nattflyn. Inga underarter finns listade i Catalogue of Life.